# Oxerinae
Oxerinae, tribus medićevki (Lamiaceae) smješten u potporodicu Ajugoideae. Sastoji se od 4 roda 
Tipični je rod Oxera sa dvadesetak vrsta iz Malezije, Pacifika i Nove Kaledonije.

## Rodovi
1. Clerodendrum L. (245 spp.)
2. Oxera Labill. (23 spp.)
3. Hosea Ridl. (1 sp.)
4. Tetraclea A.Gray (1 sp.)